# 청통면
청통면(淸通面)은 대한민국 경상북도 영천시 서북부에 위치한 면이다. 영천시에서 약 13km 떨어진 곳에 위치하며 불교조계종 제 10교구본사인 은해사와 백흥암 수미단, 오백나한상이 모셔진 거조암 등 국보급 보물과 문화유산이 많다. 넓이는 67.0km2이고, 인구는 2013년 기준으로 4,517명이다.

## 연혁
- 1914년 4월 2일 : 북습면(北習面)과 산저면(山底面)을 합쳐 청통면이라 칭함[1]

| 조선총독부령 제111호 |                                                                                               |
| 구 행정구역          | 신 행정구역                                                                                   |
| 영천군 북습면        | 청통면 계지동, 계포동, 보성동, 송천동, 신원동, 신학동, 애련동, 용천동, 원촌동, 죽정동, 치일동 |
| 영천군 산저면        | 청통면 대평동, 쌍계동, 서산동, 신덕동, 오수동, 우천동, 호당동                                 |
- 1982년 2월 15일 : 오수리, 쌍계리가 영천시에 편입
- 1987년 1월 1일 : 죽정리 일부 지역이 경산군에 편입
- 1988년 1월 1일 : 서산리가 영천시에 편입
- 1995년 1월 1일 : 영천시와 영천군 통합으로 영천시 청통면이 됨

## 행정 구역
| 법정리         | 행정리           |
| -------------- | ---------------- |
| 계지리(桂芝里) | 계지1리, 계지2리 |
| 계포리(桂浦里) | 계포리           |
| 대평리(大平里) | 대평리           |
| 보성리(甫城里) | 보성리           |
| 송천리(松川里) | 송천리           |
| 신덕리(新德里) | 신덕1리, 신덕2리 |
| 신원리(新源里) | 신원리           |
| 신학리(新鶴里) | 신학1리, 신학2리 |
| 애련리(愛蓮里) | 애련리           |
| 용천리(龍川里) | 용천리           |
| 우천리(牛川里) | 우천1리, 우천2리 |
| 원촌리(院村里) | 원촌1리, 원촌2리 |
| 죽정리(竹井里) | 죽정리           |
| 치일리(治日里) | 치일1리, 치일2리 |
| 호당리(虎堂里) | 호당1리, 호당2리 |

## 교육 기관
| 학교명       | 소재지               | 비고 |
| ------------ | -------------------- | ---- |
| 청통초등학교 | 청통면 청통초등길 43 |      |
| 청통중학교   | 청통면 새학길 33-11  |      |

## 문화재
| 종목                        | 이름                               | 소재지                |
| --------------------------- | ---------------------------------- | --------------------- |
| 국보 제14호                 | 거조암 영산전                      | 청통면 거조길 400-67  |
| 보물 제486호                | 백흥암 수미단                      | 청통면 청통로 951-792 |
| 보물 제790호                | 백흥암 극락전                      | 청통면 청통로 951-792 |
| 보물 제514호                | 운부암 청동보살상                  | 청통면 청통로 951     |
| 보물 제1270호               | 은해사 괘불탱화                    | 청통면 청통로 951     |
| 보물 제1604호               | 은해사 청동북 및 북걸이            | 청통면 청통로 951     |
| 경상북도 유형문화재 제286호 | 보성리 암각화                      | 청통면 보성리 666-2   |
| 경상북도 유형문화재 제319호 | 은해사 백흥암 감로왕도             | 청통면 청통로 951-792 |
| 경상북도 유형문화재 제332호 | 은해사 중앙암 삼층석탑             | 청통면 치일리 산25-1  |
| 경상북도 유형문화재 제342호 | 은해사 대웅전 후불탱화 및 삼장탱화 | 청통면 치일리 479     |
| 경상북도 문화재자료 제104호 | 거조암 삼층석탑                    | 청통면 거조길 400-67  |
| 경상북도 문화재자료 제350호 | 인종 태실                          | 청통면 치일리 산24    |
| 경상북도 문화재자료 제367호 | 은해사 대웅전                      | 청통면 청통로 951     |